# Емоционална зрелост
Емоционална зрелост подразумева емоционалну стабилност, добру емоционалну контролу, превазилажење нарцизма, емоционалне зависности, раздражљивости, као и социјално разумљиво и прихватљиво емоционално понашање у односу на реално окружење и односе међу људима.